# Andreas Ascharin
Andreas Ascharin, rus: Андрей Александрович Ашарин, Andrei Aleksàndrovitx Aixarin, (24 de juny de 1843, Pärnu, Livònia – 24 de desembre de 1896, Riga) fou un mestre d'escacs germanobàltic.

## Biografia
Ascharin, de pare rus i mare germanobàltica, va anar a l'escola secundària a Tartu, va estudiar a la Universitat de Tartu des de 1865 fins a 1874, i hi va acabar Matemàtiques primer i després Dret. Entre 1875 i 1879 va viure a la capital russa i va escriure com a periodista per al diari St Petersburg Zeitung i el St Petersburg Herald. El 1879 es va traslladar a Riga, on va ser professor d'alemany a l'Escola Supperior Tsa Alexander i Lomonosov. En el temps que va romandre-hi Ascharin va realitzar una tasca periodística versàtil, i va fer de traductor de literatura russa a l'alemany.

### Carrera escaquística
Durant l'estada a Sant Petersburg, va participar en diversos torneigs. El 1876 va guanyar el campionat rus (oficiós) contra Mikhaïl Txigorin i Emanuel Schiffers. Contra Friedrich Amelung el 1877 va perdre un matx per 4:5 (-4 +3 =2). Al torneig de Sant Petersburg de 1879, hi va quedar en sisè lloc. A Riga va supervisar les columnes d'escacs al diari Rigaer Tageblatt i al diari Dvina. També va ser president del Club d'Escacs de Riga. Dos anys abans de morir va publicar sota el títol Schach-Humoresken, (Riga, 1894), un dels primers llibres sobre l'humor i els escacs, que també inclou records de Txigorin o del seu amic Amelung.

### Obres (selecció)
- Gedichte; Riga 1878
- Russischer Novellenschatz, 2 Bände; Mitau 1879–1880
- Nordische Klänge. Russische Dichtungen in deutschen Übertragungen; Riga 1894
- Schach-Humoresken; Riga 1894